# Wayland Baptist University
La Wayland Baptist University (conosciuta anche come WBU) è un'università privata statunitense, battista, con sede a Plainview in Texas.
Fondata nel 1908, ospita oltre 5.000 studenti suddivisi nel campus principale di Plainview e in altri 13 campus degli Stati Uniti.

## Sport
Le squadre sportive della TSU sono chiamate "Pioneers" (maschili) e "Flying Queens" (femminili). Competono nella National Association of Intercollegiate Athletics. 
Nel 2019 la squadra femminile di pallacanestro delle stagioni comprese fra il 1948 e il 1982 è stata inserita fra i membri del Naismith Memorial Basketball Hall of Fame, in quanto squadra femminile più vincente nella storia del basket collegiale statunitense.